# Gillian Vigman
Gillian Vigman (Holmdel, 28 gennaio 1972) è un'attrice statunitense.

## Filmografia parziale

### Attrice

#### Cinema
- 40 anni vergine (The 40 Year Old Virgin), regia di Judd Apatow (2005)
- Conciati per le feste (Deck the Halls), regia di John Whitesell (2006)
- Fratellastri a 40 anni (Step Brothers), regia di Adam McKay (2008)
- Una notte da leoni (The Hangover), regia di Todd Phillips (2009)
- Alieni in soffitta (Aliens in the Attic), regia di John Schultz (2009)
- Notte folle a Manhattan (Date Night), regia di Shawn Levy (2010)
- Una notte da leoni 2 (The Hangover Part II), regia di Todd Phillips (2011)
- The Kings of Summer, regia di Jordan Vogt-Roberts (2013)
- Una notte da leoni 3 (The Hangover Part III), regia di Todd Phillips (2013)
- Per sempre la mia ragazza (Forever My Girl), regia di Bethany Ashton Wolf (2018)
- The Holdovers - Lezioni di vita (The Holdovers), regia di Alexander Payne (2023)

#### Televisione
- MADtv – serie TV, 14 episodi (2003-2004)
- La vita secondo Jim (According to Jim) - serie TV, 1 episodio (2007)
- Sons & Daughters – serie TV, 11 episodi (2006-2007)
- The Defenders – serie TV, 4 episodi (2010-2011)
- Suburgatory – serie TV, 11 episodi (2011-2014)
- Angie Tribeca - serie TV, 1 episodio (2016)
- Adventures in Babysitting, regia di John Schultz – film TV (2016)
- Life Sentence - serie TV (2018-in corso)

### Doppiatrice
- Star Trek: Lower Decks - serie animata, 20 episodi (2020-2021) - T'Ana

## Doppiatrici italiane
- Emilia Costa in Una notte da leoni 2, Una notte da leoni 3, The Goldbergs, Divorce
- Tiziana Avarista in Conciati per le feste
- Cristina Boraschi in Suburgatory